# 윈도우 방화벽
윈도우 방화벽(Windows Firewall, 윈도우 10에서의 공식 명칭은 Windows Defender Firewal)은 개인용 방화벽으로, 윈도우 XP, 윈도우 서버 2003, 윈도우 비스타 이상에 기본적으로 포함되어 있다. 2004년 윈도우 XP 서비스 팩 2 이전까지 인터넷 연결 방화벽이라는 용어를 사용하였다.

## 개관
2001년 10월부터 윈도우 XP가 판매되기 시작했을 때, 어느 정도의 방화벽이 기본적으로 포함되어 있었다. 다만 '네트워크 연결'에 있었기 때문에 많은 사용자들이 잘 알지 못하였고 하위 버전 호환성을 위해 기본적으로 방화벽이 작동되지 않았다. 그 결과, 기본적으로 제공된 방화벽은 널리 사용되지 않았다. 2003년 등장한 블래스터 웜은 윈도를 사용하는 많은 컴퓨터들을 공격했고, RPC 서비스의 취약점을 이용해 RPC 서비스를 강제로 종료시켰다. 
몇 달 후 나타난 새서 웜도 비슷한 활동을 하기 시작했다. 이 웜들은 미처 패치를 하지 않은 컴퓨터들이 많은 피해를 보았다. 마이크로소프트가 고객 보호에 적극적으로 나서지 못했다는 비난을 면치 못하게 되자, 마이크로소프트는 2004년 윈도우 XP의 서비스 팩 2에 기능이 강화된 방화벽 기능을 포함했고 또한 사용하지 않을 시 사용자의 컴퓨터가 심각한 위협에 노출될 수 있다는 내용의 경고 메시지도 포함했다. 이때 방화벽의 이름을 새로 정했는데 그것이 현재의 이름이다.

## 참조
1. ↑  “Study: Unpatched PCs compromised in 20 minutes - CNET News”. 2012년 7월 13일에 원본 문서에서 보존된 문서. 2012년 7월 13일에 확인함.

## 같이 보기
- 방화벽
- 개인 방화벽